# Мельников, Пётр Иванович
Пётр Ива́нович Ме́льников (1867 год — 28 декабря 1940 года) — оперный режиссёр-постановщик, работавший в Латвии с 1922 по 1940 год. С его именем связывается колоссальный творческий подъём Латвийской национальной оперы в 1920-е годы.

## Семья, работа до Первой мировой войны
Дед Петра Мельникова Александр Петрович — бывший крепостной крестьянин, ставший преуспевающим купцом. Отец — Иван Александрович Мельников — «бархатный баритон», один из ведущих солистов Мариинского театра в Петербурге. В семье царил культ классической музыки. С ранних лет Пётр Мельников мечтал об оперной карьере, брал уроки вокала у бельгийского певца и педагога профессора Камилло Эмерарди в Киеве. После стажировки в Париже исполнял различные роли в Передвижной опере. Через некоторое время решил перестать заниматься сольным пением и связать свою жизнь с оперными постановками, после чего начал активнее пробовать себя в режиссуре.
С 1890-х годов работал в Москве в Частной русской опере у режиссёра Сергея Ивановича Мамонтова, впоследствии перебравшегося в Эстонию. Пётр Мельников в этот период своей режиссёрской деятельности любил обращаться к новым музыкальным произведениям, но также часто ставил несколько забытые русские оперы, творчески возрождая их для московских зрителей. Вместе с тем Пётр Мельников периодически обращался к русским классическим операм. Именно в ходе работы в Частной русской опере он приобрёл известность как глубокий и новаторский постановщик. В это время именно он привлекает к сценической деятельности в Частной русской опере ряд известных исполнителей, в том числе Фёдора Ивановича Шаляпина, дружба с которым началась в 1890-е и продолжалась долгие годы. Впоследствии Шаляпин приезжал в Ригу на гастроли по приглашению П. И. Мельникова.
В 1911 году Шаляпин пригласил Мельникова поработать над постановкой «Хованщины», которая была поставлена сперва в Большом театре, а затем в Мариинском театре.
К удачным постановкам Мельникова можно причислить оперы на основе русских классических сюжетов: «Руслан и Людмила», «Евгений Онегин», «Пиковая дама», «Князь Игорь», «Майская ночь» и некоторые другие. Также Мельников обращался к творческому наследию Джузеппе Верди и произведениям Рихарда Вагнера.

## Работа в Риге
С 1918 по 1922 год проживал в Москве. В 1922 году принял приглашение от Латвийской национальной оперы заключить с ней контракт и прибыл в Латвию на постоянное место жительства. Он занял должность директора оперного театра, сменив на этом посту прежнего руководителя Дмитрия Фёдоровича Арбенина. Последующие десять лет его работы в Риге традиционно называются «русским десятилетием» в истории Латвийского оперного театра. Во второй половине 1920-х годов в Ригу приезжает яркий дирижёр Эмиль Альбертович Купер, с которым у Мельникова наладилось активное творческое сотрудничество. Вместе с Э. Купером Мельников работал три театральных сезона, и их совместные постановки пользовались большой популярностью у латвийской публики. Одной из самых примечательных совместных работ стала опера Н. А. Римского-Корсакова «Сказание о невидимом граде Китеже», поставленная на сцене ЛНО в сентябре 1926 года.
Все совместные постановки Мельникова и Купера (который перед отъездом в Чикаго получил должность художественного руководителя Латвийской оперы) неизменно шли с аншлагом и привлекали огромное количество любителей оперного искусства разной национальности. Ещё до прибытия Купера в Латвию П. И. Мельников завоевал репутацию новаторскими и глубокими постановками «Саломеи» Рихарда Штрауса, «Тоски» Джакомо Пуччини и «Сказок Гофмана» Жака Оффенбаха. Ряд постановок П. И. Мельникова, заслуживших высокую оценку латвийской публики и театральных критиков, был осуществлён при взаимодействии с выдающимися дирижёрами Латвийского оперного театра Теодором Рейтером и Янисом Медыньшем. Вместе с тем кульминацией его режиссёрского творчества стала именно постановка «Китежа», которая вскоре после грандиозного успеха на рижской сцене триумфально прошла в Париже, в Москве и на сцене знаменитой миланской оперы «Ла Скала» (последняя — в 1933 году — она была признана итальянскими рецензентами одной из самых ярких постановок последних сезонов), в связи с чем Мельников приобрёл европейскую известность.
Органист и композитор Николай Львович Качалов, учившийся в 1920-е годы в Латвийской консерватории, вспоминал, что был искренне потрясён качеством постановки и высочайшим исполнительским мастерством актёров в оперном спектакле «Сказание о невидимом Китеж-граде». Он решил посещать этот спектакль каждый раз, когда он ставился на сцене ЛНО. Главную партии Февронии исполняла яркая прима Латвийской оперы Марианна Борисовна Черкасская, одна из любимых актрис Мельникова. Н. Качалов также высоко отзывался о декорациях к постановкам русских классических опер, которые осуществлял Мельников — их создавал латышский художник Янис Куга, один из основоположников латвийской профессиональной сценографии.
Другие наиболее примечательные совместные работы Мельникова и Купера на сцене ЛНО: «Отелло» Джузеппе Верди, а также другие постановки по произведениям Н. А. Римского-Корсакова: «Сказка о царе Салтане» (1925 год), «Садко» (1927 год), «Золотой петушок» (1928).

## Работа в Лиепае, Таллине, Каунасе
Вскоре П. И. Мельников заключает выгодный контракт с Лиепайским оперным театром, который хотя и не являлся столичным театром, но был довольно посещаемым. В 1930 году в Лиепае П. И. Мельников ставит «Кармен», которая была восторженно принята местной публикой: большое число хвалебных отзывов о ней оставили латвийские театральные обозреватели. В 1933 году он осуществляет блестящую постановку «Пиковой дамы». Периодически П. И. Мельникова приглашают для работы в другие прибалтийские оперные театры, например, в Таллин, где он работает в театре оперы и балета «Эстония», куда его приглашает его старый друг Сергей Иванович Мамонтов. Также Мельников периодически приезжает в Каунас, на тот момент — столицу Литвы. Там он ставит спектакли в Каунасском драматическом театре при поддержке Андрея Жилинского и Михаила Александровича Чехова. В 1936 году Мельников снова радует ценителей оперного искусства яркой и самобытной постановкой «Фауста».
П. И. Мельников иногда обращался к постановкам классических образцов латышских оперных произведений: «Огонь и ночь» Яниса Медыньша, «Островитяне» Альфреда Калныньша, «Вайделоте» Язепа Медыньша.

## Публикации в периодических изданиях
Статьи и заметки, написанные П. И. Мельниковым в рижских печатных изданиях, которые носили преимущественно мемуарный характер:
- «Направник на репетициях» (из воспоминаний бывшего Режиссёра Мариинской оперы).
- «Выдающиеся певцы недавнего прошлого». (из старых театральных воспоминаний).
- «Басы, баритоны и тенора» (за кулисами Мариинского т-ра).
- «Под сенью Мариинского т-тра». (из далекого прошлого).
- «Мои встречи с Чайковским».

## Личная жизнь
Был женат[когда?] на Варваре Эберле.

## Отзывы и воспоминания
- Марис Ветра, работавший с П. И. Мельниковым, оставил о постановщике такой отзыв:

Он был музыкально образован и стремился объединить музыку с движением и игрой…
С ним… возросло уважение к выработанной до мелочей продуманной работе
(M.Vētra. Mans baltais nams, «Мой белый дом»).
- Оперный певец (тенор) и театральный педагог Николай Иванович Васильев так отозвался о работе П. И. Мельникова в Латвии:

Это был очень опытный, деятельный режиссёр, от которого я очень многому научился. …..под его опытным и ценным руководством воспиталось все, можно сказать, старшее и среднее поколение нашей сцены и все его вспоминают добрым, благородным словом
(Н.Васильев. Мои воспоминания о выдающихся деятелях искусства, с.43.).